# Sergio Susmel
Sergio Susmel (Gorizia, 21 luglio 1923 – Gorizia, 6 novembre 1978) è stato un calciatore italiano, di ruolo centrocampista.

## Carriera
Dopo aver giocato una sola stagione con l'Inter, il 26 dicembre 1949 segnò su rigore alla sua ex squadra, nella sconfitta casalinga per 1-5 del Como, la squadra per cui giocava.
Ha vestito anche la maglia della Pro Gorizia.

## Palmarès

### Club

#### Competizioni nazionali
- Serie C: 2

Pro Gorizia: 1941-1942, 1942-1943